# Sympherta rufiventris
Sympherta rufiventris är en stekelart som beskrevs av Hinz 1991. Sympherta rufiventris ingår i släktet Sympherta och familjen brokparasitsteklar. Inga underarter finns listade i Catalogue of Life.